# Barra Mansa
Barra Mansa là một đô thị thuộc bang Rio de Janeiro, Brasil. Đô thị này có diện tích 548,9 km², dân số năm 2007 là 176151 người, mật độ 321,8 người/km².